# Kartika Jahja
Kartika Jahja (19 de diciembre de 1980, Yakarta)  cantante y compositora indonesia, conocida también como Tika. Formó parte de una banda musical llamada Tika and The Dissidents. Fuera de la música, Tika también tiene otras carreras como escritora, actriz y empresaria.

## Carrera
Tika es conocida por su carácter amable como cantante y compositora. Su fuerte voz sensual combinado con una composición única, la distingue de la mayoría de los cantantes de Indonesia. Aunque muchas preguntas de su decisión en la elección, era conocer si ella iba a trabajar de forma independiente, razón en la que Tika es únicamente próspera en la escena indie de Indonesia, lugar donde puede seguir siendo una intérprete por su propia cuenta.
Después de regresar a su casa de sus estudios del Instituto de Arte de Seattle, lo primero que hizo fue empezar a trabajar para lanzar su primer álbum en solitario. Con la ayuda de sus colegas y músicos como Iman Fattah, Aghi Narottama, Bemby Gusti y Edad Airlangga, ella lanzó su álbum debut titulado "Frozen Love Songs" en el 2005. El álbum recibió grandes elogios porque Tika se presentó en la industria de la música de Indonesia con un concepto de cantante fuera de la plantilla de pop-diva. Un año más adelante, el sello independiente de"Aksara", lanzó su próximo álbum titulado "Love Songs".

## Discografía

### Álbumes
- Frozen Love Songs (2005)
- Defrosted Love Songs (2006)
- The Headless Songstress (2009)

### Compilaciones
- Thank You and Good Night Mother – “Saddest Farewell” (Original Soundtrack – Green Studio, 2005)
- 9 Naga – “Asa” (Original Soundtrack - Warner Music Indonesia, 2005)
- Berbagi Suami - “Bengawan Solo” (Original Soundtrack – Aksara Records, 2006)
- Mesin Waktu: Teman-Teman Menyanyikan Lagu Naif - “Dia Adalah Pusaka Seluruh Umat Manusia Yang Ada di Seluruh Dunia” (A Tribute Compilation – Aksara Records, 2007)

- Seruan Indonesia – “Mayday” (Indonesian artists in support of Make Trade Fair, 2007)
- Dead Time: Kala – “Manderlay” (Original Soundtrack – Black Morse Records, 2007)
- Pintu Terlarang – “Home Safe” (Original Soundtrack – Lifelike Records, 2009)

### Collaboraciones
- Dawai Damai – Agrikulture- “New Day” (Aquarius Musikindo, 2007)

## Filmografía
- Anniversary Gift (2008)
- Pintu Terlarang (2009)
- At the Very Bottom of Everything (2009)